# 塩谷眞康

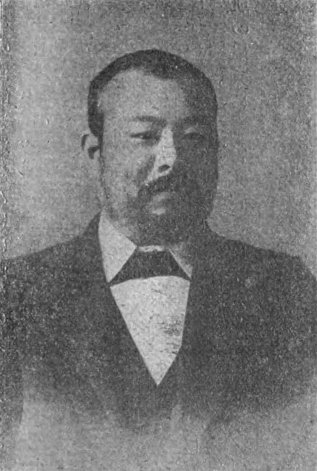
塩谷眞康（塩谷五十足）

塩谷 眞康（しおのや しんこう、文久3年12月15日（1864年1月23日） - 大正7年（1918年）3月24日）は、日本の政治家、教育家。前名は、塩谷五十足（しおのや いそく）。

## 生涯
上野国群馬郡金島村（現・群馬県渋川市）出身。群馬師範学校（現・群馬大学）を経て、慶應義塾を1888年に卒業。1890年、群馬県会議員に当選。常置委員となる。1894年、県議選で2度目の当選を果たし、日清戦争が勃発すると第2軍に従軍。1898年、衆議院選挙に立候補し当選。1期務めた。また、篤志家としても知られ、春山館という施設を作り、多くの若者を育成した。